# Дисконтна облігація
Дисконтна облігація (облігація з нульовим купоном) — облігація, що розміщується за ціною нижче номіналу, але погашається саме номінал паперу. Інших виплат (купонів) подібна облігація не передбачає. У безкупонній формі випускаються зазвичай коротко- і середньострокові облігації, проте на початку 80-х років в США з'явилися і довгострокові облігації, що не передбачають купонних виплат.
Різниця між номіналом облігації та ціною розміщення називається дисконтом.